# E-rara.ch
e-rara.ch è una biblioteca digitale svizzera che fornisce accesso online gratuito a rari e antichi libri e stampe realizzate nel territorio elvetico. È stata aperta al pubblico nel marzo 2010 con l'obiettivo di rendere disponibili oltre 10.000 opere entro la fine del 2011.

## Progetto
Il progetto e-rara.ch è una fase dell'iniziativa e-lib.ch delle università svizzere. L'hosting del  portale è a cura della biblioteca dell'ETH di Zurigo e comprende anche opere conservate dalle biblioteche universitarie di Basilea e Berna, dalla Bibliothèque de Genève e dalla Biblioteca centrale di Zurigo, oltre a manoscritti della Biblioteca Salita dei Frati di Lugano, che partecipa al progetto dal 2011, fra le prime del Cantone Italiano.
L'obiettivo principale della biblioteca è quello di dare la massima divulgazione possibile del patrimonio culturale svizzero e di fornire ai ricercatori uno strumento di supporto alternativo alla consultazione tradizionale in situ.

## Collezione
Inizialmente, il progetto si focalizzò sulle stampe cinquecentine, il secolo d'oro della stampa di Bibbie, testi liturgici e libri sacri, esoterici, cabalistici, alchemici, teologici, trattati di ricerca e scritti relativi alla Riforma protestante, che includono le opere di Vesalius, Paracelso, Zwingli e Calvino, la prima traduzione latina completa del Corano (nel 1543), oltre al progetto di digitalizzazione degli incunaboli (stampe pre-1501) unitamente a riproduzioni del XVII secolo.
Le opere digitalizzate sono rese disponibili con una risoluzione di 300 dpi, come file PDF scaricabili o come immagini singole.